# 擴展海王星外天體

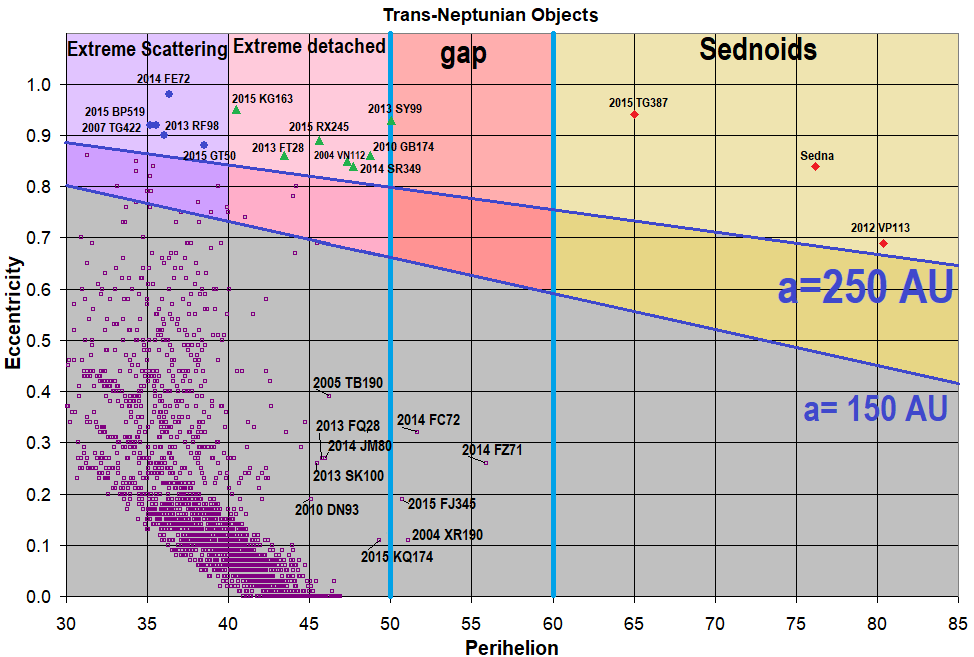
上圖描繪了海王星外天體的近日點在海王星外（超過30 AU）的關係。此處，常規的海王星外天體（TNO）位於圖的左下角，擴展海王星外天體（ETNO）的半長軸大於150–250 AU。它們可以根據其近日點分為三個不同的族群：
離散的ETNOs或ESDOs （38–45 AU）
孤立的ETNOs或EDDOs （40–45與50–60 AU）
類賽德娜天體或內歐特雲天體（超過 50–60 AU）

擴展海王星外天體 （ETNO，extreme trans-Neptunian object）是在太陽系最外層的海王星（30AU）之外繞太陽運行，半長軸至少為150–250 AU的海王星外天體。與所有其它已知的海王星外天體相比，擴展海王星外天體的軌道受已知巨行星的影響要小得多。然而，它們可能會受到與假想的第九行星的引力相互作用的影響，將這些物體引導到同類型的類似軌道。已知的擴展海王星外天體在具有較小升交點和降交點距離的天體對的分佈之間，表現出高度統計顯著的不對稱性，這可能表明受到外部擾動的響應。
擴展海王星外天體可分為三個不同的子群。離散盤天體（或擴展散射盤天體，ESDOs）的近日點大約在38–45 AU和超過0.85的異常高偏心率。與常規的離散盤天體一樣，它們很可能是由海王星引力散射形成的，並且仍然與巨行星相互作用。孤立 海王星外天體（或擴展離散盤天體，EDDO），近日點大約在40-45和50-60之間 AU受海王星的影響比離散盤天體的海王星外天體小，但仍然相對靠近海王星。類賽德娜天體或希爾斯雲天體，近日點超過 50–60 AU，離海王星太遠，不會受到它的強烈影響。

## 類賽德娜天體

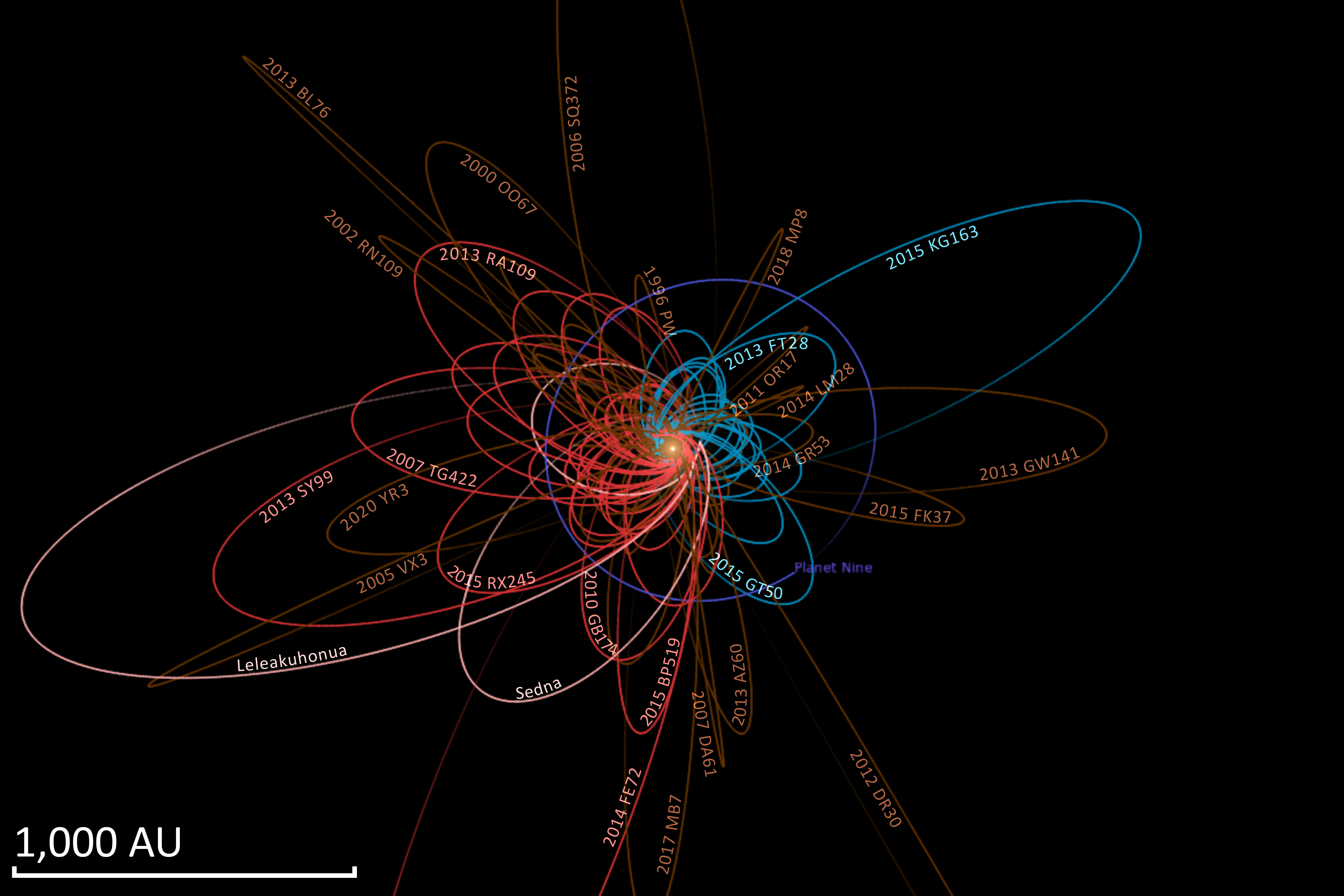
The orbits of 、Leleākūhonua，和其它非常遙遠的天體軌道，以及第九行星的預測軌道 (Note: 三顆類賽德娜天體（粉紅色）和紅色的擴展海王星外天體（ETNO）軌道被懷疑與假設的第九行星對齊，而藍色的ETNO軌道是反對齊的。被染成棕色的高度拉長的軌道包括半人馬小行星和達摩克型小行星，它們的遠日點距離超過200 AU.)

在擴展的海王星外天體中，有類賽德娜天體（英語：sednoids），這四顆天體具有非常大的近日點距離：賽德娜、2012 VP113、541132 Leleākūhonua、和2021 RR205。賽德娜和2012 VP113是近日點大於70 AU的遠距離獨立天體。它們的大近日點距離使它們保持足夠的距離，避免了來自海王星的顯著引力擾動。以前對賽德娜大近日點距離的解釋包括：在遙遠的軌道上與未知行星的近距離相遇，以及與隨機恆星或太陽誕生星團成員的遙遠相遇，該恆星或太陽誕生星團的成員在太陽系附近經過。

## 楚希羅和雪柏的發現
天文學家查德·楚希羅和史考特·桑德·雪柏發現的擴展海王星外天體包括：
- 2013 FT28：近日點經度與第九行星對齊，但完全在第九行星的擬議軌道內，計算機建模表明它不會受到引力的衝擊[8]。
- 2014 SR349：似乎與第九行星相反[8]。
- 2014 FE72：一個軌道非常擴展的天體，它以一個巨大的拉長橢圓到達距離太陽約3,000天文單位的天體。在這個距離上，它的軌道受到銀河系潮汐和其它恆星的影響[9][10][11][12]。

## 外太陽系起源調查
外太陽系起源調查發現了更擴展的海王星外天體，包括：
- 2013 SY99：由蜜雪兒·班尼斯特（Michele Bannister）發現，它的傾角比許多物體都低。在2016年3月由SETI協會主辦的講座上討論過，後來在2016年10月AAS的會議也討論過[14][15]。
- 2015 KG163：它的方向與2013 FT28相似，但有一個更大的半長軸，可能導致它的軌道穿過第九行星的軌道。
- 2015 RX245：它適合其它反對齊物件。
- 2015 GT50：既不屬於反對齊天體，也不屬於對齊天體；相反的，它的軌道方向與擬議的第九行星的方向成直角。它關於近日點的參數也超出了近日點參數的集群。

自2016年初以來，又發現了10個擴展海王星外天體，其軌道的近日點大於30 AU 和半長軸大於 250；使非對齊天體總數達到16顆（完整清單見下表）。大多數海王星外天體（TNO）的近日點明顯超出海王星繞太陽運行的30 AU。一般來說，近日點小於36 AU的海王星外天體會與海王星發生強烈的相遇。大多數海王星外天體相對較小，但因為它們在橢圓軌道上接近與太陽的最近距離，因此目前相對明亮。這些天體也包含在下面的軌道圖和表格中。

## TESS數據搜索
Malena Rice和Gregory Laughlin應用了一種有針對性的移位堆疊搜索演算法分析來自TESS扇區18和19的數據，尋找候選的太陽系外天體。他們的搜索恢復了像賽德娜這樣的已知海王星外天體，併產生了17個新的太陽系外天體候選者，這些天體位於80-200天文單位的地心距離範圍內，需要地面望遠鏡資源進行後續觀測才能確認。WHT旨在恢復這些遙遠的海王星外天體的候選者，但未能確認其中兩個。

## 清單
最顯著的例子是2015 BP519，綽號「Caju」，它具有最高的傾角，和最遠的節點距離；這些屬性使其成為該群中可能的異常值。

## 註解
1. ↑  三顆類賽德娜天體（粉紅色）和紅色的擴展海王星外天體（ETNO）軌道被懷疑與假設的第九行星對齊，而藍色的ETNO軌道是反對齊的。被染成棕色的高度拉長的軌道包括半人馬小行星和達摩克型小行星，它們的遠日點距離超過200 AU.

## 外部連結
- Known extreme outer solar system objects, Scott Sheppard, Carnegie Science Center
- Hunt for Ninth Planet Reveals New Extremely Distant Solar System Objects （页面存档备份，存于）, Scott Sheppard, Carnegie Science Center
- List of Known Trans-Neptunian Objects （页面存档备份，存于） (including ESDOs and EDDOs), Robert Johnston, Johnston's Archive